# Bahnhof Bretten
Der Bahnhof Bretten ist Mittelpunkt des Schienenverkehrs der Stadt Bretten. In ihm kreuzen sich die Württembergische Westbahn und die Kraichgaubahn.
Die Gleise 1 und 2, deren Anbindung an die Kraichgaubahn, die Gleise 8 und 9, sowie die Nebengleise 21, 33 und 36 werden von der Albtal-Verkehrs-Gesellschaft betrieben, die Bahnsteige und der restliche Bahnhof von DB InfraGO, der auch das Empfangsgebäude gehört.

## Geschichte

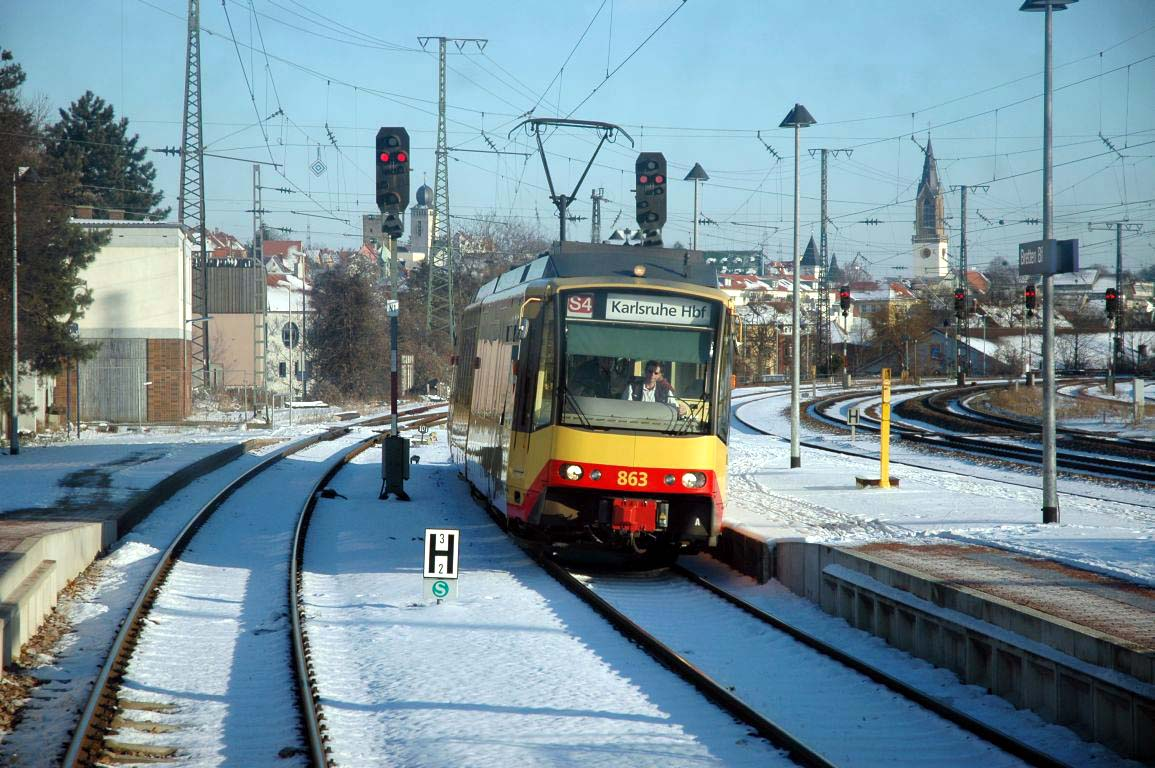
S4 nach Karlsruhe bei der Einfahrt, 2005

Der Bahnhof Bretten wurde am 1. Oktober 1853 im Zuge des Baus der Westbahn Stuttgart–Mühlacker–Bretten–Bruchsal eröffnet. Als Ende der 1870er Jahre die Kraichgaubahn von Karlsruhe nach Heilbronn eröffnet wurde, wurde er zum Eisenbahnknotenpunkt und dabei gleichzeitig von der Innenstadt, das alte Empfangsgebäude blieb bis 1992 erhalten, an seine heutige Lage westlich des Stadtzentrums auf die Gemarkung der damals noch selbstständigen Gemeinde Rinklingen verlegt.
Mit der Elektrifizierung der Westbahn in den 1950er Jahren erreichte die Oberleitung auch Bretten. Als auf der Kraichgaubahn am 25. September 1992 der Stadtbahnbetrieb bis nach Bretten-Gölshausen eröffnet wurde, wurde die Kraichgaubahn ebenfalls elektrifiziert. Diese erste Zweisystem-Stadtbahnlinie erhielt die Linienbezeichnung „B“. Im Mai 1994 wurde die Stadtbahnlinie S9 Bruchsal–Bretten eröffnet, die 1999 bis Mühlacker verlängert wurde. Ebenfalls 1994 wurde die Linie „B“ in „S4“ umbenannt.

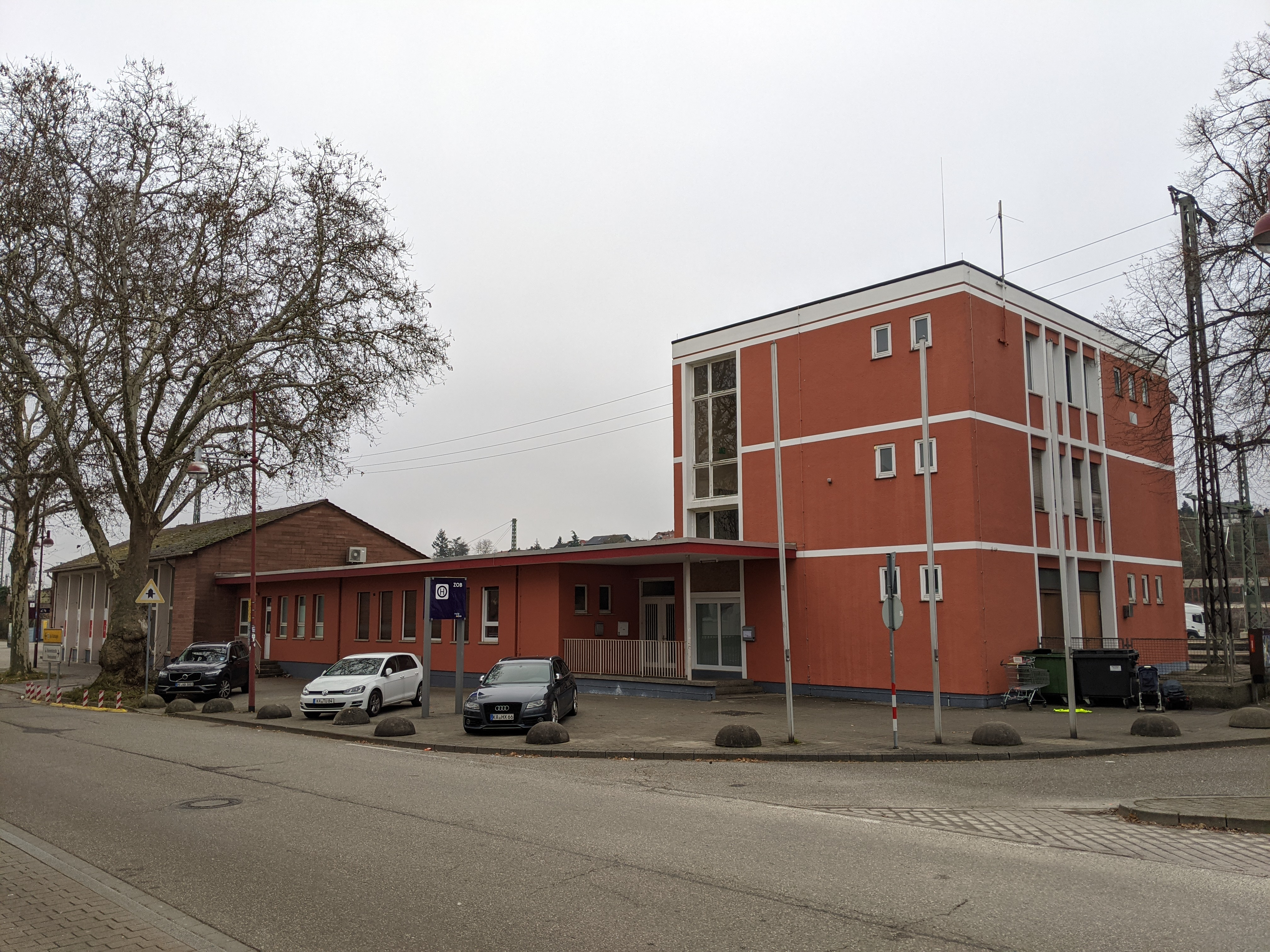
Empfangsgebäude und Stellwerk, 2024

Im Sommer 2000 wurde der Bahnhof grundlegend modernisiert. Dabei wurden unter anderem die Bahnsteige angehoben, die Wartehallen vergrößert sowie eine Toilette eingerichtet. Von 2002 bis 2004 gab es mit Eröffnung des Stadtbahnbetriebes auf der Murgtalbahn durchgehende Verbindungen bis nach Freudenstadt, die Ende 2004 jedoch aufgrund der hohen Anfälligkeit für Verspätungen eingestellt wurden. Weiterhin verkehrten Regional-Express-Züge von Heidelberg nach Stuttgart, die in Bretten halten, ebenso der so genannte „Kraichgau-Sprinter“, der Heilbronn und Karlsruhe zweimal täglich mit wenigen Zwischenhalten verbindet. Im Juni 2019 wurde die S9 weitgehend durch die Regionalbahn-Linie RB17c ersetzt. Seit Dezember 2022 ergänzt der Regional-Express RE45 die S4.
Am Bahnhofsvorplatz befindet sich ein Busbahnhof, an dem die Linien 141, 144, 146, 700 und 733 halten und Bretten sowie dessen unmittelbare Umgebung erschließen.

## Betrieb
| Linie   | Strecke | Taktfrequenz                                                    |
| ------- | --- | --------------------------------------------------------------- |
| RE 71   | Heidelberg Hbf – Wiesloch-Walldorf - Bad Schönborn-Kronau - Bruchsal – Bretten – Mühlacker | 2-Stunden-Takt                                                  |
| RE 45   | Karlsruhe Hbf – Karlsruhe-Durlach – Bretten – Eppingen – Schwaigern (Württ) – Heilbronn Hbf | Stundentakt                                                     |
| MEX 17c | Bruchsal – Helmsheim – Bretten – Maulbronn West – Mühlacker – Vaihingen (Enz) – Bietigheim-Bissingen – Stuttgart Hbf | Stundentakt; Bruchsal–Bretten: Halbstundentakt                  |
| S 4     | Karlsruhe Albtalbahnhof – Karlsruhe Hbf (Vorplatz) – Karlsruhe Tullastraße – Karlsruhe-Durlach – Bretten – Flehingen (– Eppingen – Schwaigern (Württ) – Heilbronn Hbf (Vorplatz) – Heilbronn Pfühlpark – Weinsberg – Öhringen Hbf – Öhringen-Cappel) | 20/40-Minuten-Takt, jeder zweite Zug nur bis Flehingen/Eppingen |

(Stand 2021)